# 타니자키 유카리
타니자키 유카리(谷崎 ゆかり, 보통 유카리 선생님(ゆかり先生)으로 불림 한국어 더빙판은 조지나)는 일본의 애니메이션과 만화 시리즈 《아즈망가대왕》에 등장하는 인물이다.

## 인물
3반의 담임이자 영어 선생으로, 학생들과 친밀하며 틀에 얽매이지 않는 사고방식을 지녔다. 학생들은 그녀를 통상적인 '타니자키 선생님'보다는 '유카리 선생님'으로 잘 부르며, 토모의 경우 '유카리찬'으로 부르기도 한다. 그날 그날의 일진 또는 자신의 기분이나 주위 환경에 따라, 사악한 폭군과 그 누구보다도 상냥한 천사의 사이를 오고 간다. 특정 학생을 놀리거나(치요가 대표적임) 물건을 던져 가격하는 것에서부터, 친절하고 온화한 조언 및 시험 결과에 대해 격려해 주는 것까지 다양한 행동을 보인다. 종종 인색하고, 자기 중심적이고, 책임감 없는 모습을 보이며(종합하면 문제가 있는 성격이다), 친구이자 동료 교사인 쿠로사와 미나모('냐모'로 부름)에게, 자신의 행동에 동조하며 자기를 그대로 내버려 둘 것을 요구한다. 미나모가 자기보다 학생들에게 좋은 생일선물을 받으면 질투심에 불타서 자기 반의 학생들에게 생일 선물을 사라는 암묵적인 협박을 하며, 때로는 학생들에게 자습을 시켜 놓고 학교 풀장으로 수영하러 간다. 업무시간 후 종종 미나모를 술자리로 끌고 간 뒤, 돈은 미나모가 내게 한다.
고기구이를 매우 좋아하며, 고기구이를 놓고 반 학생들과 내기를 잘 건다. 종종 누군가가 대게나 마츠자카 소고기처럼 비싼 음식을 먹었다는 얘기를 들으면 믿을 수 없을 정도로 질투심에 불타게 된다. 또한 비디오 게임을 매우 좋아하며 신작 발매일에는 학교에 출근을 늦게 하기도 하고, 매진되었을 때 화를 낸다.
운전 실력은 악명이 높으며, 도로 신호, 보행자, 다른 차, 노면 표지, 속도 제한 등을 전혀 고려하지 않는다. 그녀 부모님의 차에 난 수많은 상처(그녀는 이를 '유카리 자동차'로 부른다)가 이를 입증한다. 유카리의 미친 듯한 운전으로 인해 치요와 카오린은 정신 세계에 깊은 충격을 받고(치요가 특히 심하다), 사카키조차도 평정을 잠시나마 잃는다. 이럼에도 불구하고, 혹은 이러한 것들 때문에, 유카리는 운전을 '즐긴다'. 유일하게 토모만이 유카리의 차를 멀쩡하게 탈 수 있다.
사실 유카리와 미나모는 아즈망가의 배경이 되는 학교를 예전에 같이 다녔던 동창생으로, 체육 대회 때 옛날 교복을 함께 입고 나타난다.
토모와 유카리는 여러 면에서 비슷한데, 둘 다 허풍쟁이이고, 질투가 많고, 잘 속이고, 게으르고 이기적이다. 반면 짓궂지만 무드메이커 역할도 겸한다(이들이 주변인들을 화나게도 하지만, 주변인들은 이들을 좋아한다). 토모와 유카리가 지닌 이중성은, 아즈망가 대왕의 작가가 만들어 낸 독특한 매력이다.
유카리의 영어 실력은 유창하며, 때때로 그녀는 이를 냐모 선생보다 자신이 우월하다는 증거로 이용한다(애니메이션에서는 영어가 유창한 대신 악센트가 매우 강한 것으로 나온다). 그러나 만화판 스토리 중간 부분에서 유카리는 자기가 영어를 공부한 목적이 단지 시험에 붙기 위해서였을 뿐이라고 반 학생들에게 허심탄회하게 솔직히 이야기한다.

## 자동차
이름은 유카리 자동차(ゆかり車). 형식적으로 유카리의 부모님이 소유주이다. 한때는 말끔한 은색 도요타 코롤라 차종이었지만, 유카리의 과격한 운전 습관에 의해 상처 투성이로 바뀌었다. 유카리 자동차를 타고난 후, 미하마 치요는 정신적 충격에 시달리게 된다. 그녀의 자동차를 찍은 사진이나, 자동차에 대한 이야기만으로도 과거 유카리 자동차를 탄 적이 있는 학생들에게는 정신적 충격 및 악몽을 되살리게 한다('이제 제트코스터는 더 이상 무섭지 않아'라는 이야기도 나온다). 애니메이션에선 유카리차를 타본 사람은 미하마 치요, 카스가 아유무(오사카), 카오린, 타키노 토모, 사카키다.

## 성우
TV 시리즈 및 극장판히라마츠 아키코
한국어판이현진
영어판루시 크리스찬

## 캐릭터송
- 《おとなを休んで出かけよう》 하타 아키 작사, 가나이 고스케 작곡
- 《天職イコ-ル快感の法則》 하타 아키 작사, 가나이 고스케 작곡